# Coreia do Sul nos Jogos Olímpicos de Verão de 1992
A Coreia do Sul competiu nos Jogos Olímpicos de Verão de 1992, realizados em Barcelona, Espanha.